# Сейсембаєв Маргулан Калієвич
Маргулан Калієвич Сейсембаєв (каз. Марғұлан Қалиұлы Сейсембаев) — казахстанський підприємець, голова Ради директорів компанії «Сеймар» (1991—2009). Акціонер АТ «Альянс Банк» (до 31 грудня 2009 року). Президент Федерації шахів Республіки Казахстан (2007—2009).

## Біографія
Народився 2 листопада 1966 року в одному з колгоспів Джезказганського району Джезказганської області. Походить з роду баганали племені найман.
Батько Сейсембаєва працював чабаном, сім'я пересувалася з колгоспу в колгосп по Джезказганській області. Після закінчення школи пішов стопами свого батька, два роки працював чабаном, а також старшим бджолярем у радгоспі Амангельди Джезказганської області.
З 1987 року навчався в КазГУ ім. Кірова за спеціальністю «Правознавство». У 1989 році, коли Казахський держуніверситет з візитом відвідував Президент РК Нурсултан Назарбаєв, Сейсембаєв передав Президенту записку з проханням відправити його вчитися в іноземний ВНЗ: «Я — Маргулан Сейсембаєв, вчуся на відмінно, сам вивчив англійську мову, відправте мене вчитися за кордон, тут мені тісно. Обіцяю працювати на благо Батьківщини». Після того як президент Казахстану ознайомився з його запискою, Сейсембаєв у 1991 закінчив університет екстерном на 4 курсі, склавши всі іспити за 5-й курс, але за кордон так і не поїхав.
Відразу після закінчення навчання Сейсембаєв стає бізнесменом, відкриває приватну комерційну фірму «Сеймар комерція», яка займалася експортом казахської пшениці в країни СНД.
Станом на 2019 рік він № 33 в списку найвпливовіших бізнесменів Казахстану за казахською версією журналу Forbes.
У вересні 2020 року зустрівся з президентом України Володимиром Зеленським і повідомив, що буде допомагати Україні з впровадженням і реалізацією реформ.
Вважає, що для більшої ефективності Україні потрібно стати парламентською республікою та федерацією.

### Кар'єра
- 1991 — заснував приватну комерційну фірму «Сеймар комерція», яка займалася експортом казахської пшениці в країни СНД)
- 1992 — створено концерн «Сеймар»[8].
- 1995—1997 — почалася скупка птахофабрик по всьому Казахстану і в 1998 році заснована компанія «Алматикус» (пізніше «Алель Агро»), директором якої призначений Аскар Галин — брат Сейсембаєва[9].
- 2000—2001 голова Ради директорів ВАТ «Сеймар»[10].
- З 2001 року — президент ВАТ «Сеймар».
- 2002 — за 12 млн доларів купує у казахстанського власника 100 % в компанії «Картель», одного з двох стільникових операторів в Казахстані. На момент покупки у компанії було 175 млн.доларів США боргів перед компанією «Моторола» і близько 67 млн доларів США перед казахстанськими банками. Кількість абонентів становила 220 тис. Устаткування було зношеним, воно було привезено з Туреччини, де раніше використовувалося одним з колишніх акціонерів.
- З 2003 року — голова Ради директорів ВАТ «Рис Казахстану».
- 2003—2005 — голова Ради Директорів ВАТ «Алель Агро».
- 3 жовтня 2003 — 26 квітень 2004 г. — член Ради директорів АТ «Казахстан Кагази»
- 2004 рік — продаж стільникової компанії «Картель» російській компанії «Вимпелком» за 425 млн доларів США (за мінусом боргів на суму 75 млн доларів)[11]. На момент продажу повністю погашений борг компанії Моторола, покриті стільниковим зв'язком всі міста Казахстану, кількість абонентів перевищила 600 тис.осіб.
- 2004 рік — покупка частки в киргизькому стільниковому операторові «Бітел».
- 2005 рік — продаж 51 % частки в операторі мобільного зв'язку «Бітел» російській компанії МТС за 150 млн доларів США.
- 17 липня 2007 року — АТ «Альянс Банк» вийшов на IPO (Initial Public Offering) на Лондонській фондовій біржі, LSE[12]. Вартість АТ «Альянс Банк» за підсумками розміщення склала 4 млрд доларів США.
- За підсумками IPO «Сеймар Альянс» виручила 700 млн доларів за 17 % акцій АТ «Альянс Банк»[13].
- За підсумками 2007 року власний капітал Альянс Банку склав 1 млрд 350 млн доларів США.
- У 2007 році власний капітал АТ "Фінансової корпорації " досяг 1 млрд 850 млн доларів США.
- 2007 рік — АТ «Альянс Банк» отримав рекордний прибуток — 350 млн доларів США після сплати податків.
- З листопада 2007 по жовтень 2008 року — голова Правління АТ «Фінансова корпорація Сеймар Альянс» і член Ради директорів АТ «Фінансова корпорація „Сеймар Альянс“».
- З листопада 2008 року — голова Ради директорів АТ «Фінансова корпорація „Сеймар Альянс“»[14]
- 2 лютого 2009 року — контрольний пакет акцій АТ «Альянс Банк» переданий в довірче управління ФНБ «Самрук-Казина»[15].
- 20 червня 2009 — М. Сейсембаєв їде за межі Казахстану[16].
- 2 липня 2009 року — державний прокурор м. Ліхтенштейн за заявою третіх осіб ініціював кримінальне розслідування за підозрою в розкраданні і відмиванні грошових коштів АТ «Альянс Банк»
- 2. вересня 2009 М. Сейсембаєв заявив: «Вирішив поки не повертатися, тому що немає реальних гарантій того, що ситуація буде розвиватися справедливим чином. По-моєму, є принципова зацікавленість деяких людей зробити мене в цій ситуації крайнім…»[17].
- 4 вересня 2009 року — державний прокурор м. Цюрих ініціював розслідування за підозрою в розкраданні і відмиванні грошових коштів АТ «Альянс Банк».
- 10 вересня 2009 — Швейцарська федеральна поліція звернулася з заявою до Державного прокурора м. Цюрих із завданням розпочати кримінальне розслідування проти Маргулана і Єрлана Сейсембаєва за підозрою в розкраданні і відмиванні грошових коштів АТ «Альянс Банк».
- 13 жовтня 2009 року стосовно М. Сейсембаєва було порушено кримінальну справу за звинуваченнями в організації і керівництві злочинною групою з метою розкрадання коштів АТ «Альянс Банк» на підставі статті 235 Кримінального кодексу Республіки Казахстан (створення і керівництво організованою злочинною групою або злочинним співтовариством (злочинною організацією).
- 28 жовтня 2009 року — Маргулану Сейсембаєву, його братам та колишньому топ-менеджменту банку пред'явлено звинувачення у видачі незаконних гарантій, розкраданні, відмиванні грошових коштів, перевищенні посадових повноважень, незаконного використання грошових коштів банку, створення організованої злочинної групи.
- 4 листопада 2009 року — Державний прокурор м. Цюрих надсилає листа в Банк HSBC з вимогою, щоб той продовжив заморозку декількох банківських рахунків. У цьому листі Державний прокурор м. Цюрих також згадав, що він тісно працює з Федеральним офісом Департаменту юстиції Швейцарії з метою розібратися стосовно дійсних звинувачень на адресу Маргулана Сейсембаєва.
- 11 червня 2010 року — міжнародна аудиторська компанія BDO forensic services, що спеціалізується на фінансових розслідуваннях, представила аудиторський звіт про діяльність Сейсембаєва М. К. та про використання коштів банку.
- 5 серпня 2010 року після отримання відповіді від Федерального Департаменту Юстиції та Поліції Швейцарії, після отримання та вивчення всіх матеріалів щодо діяльності Сейсембаєва М. К. та аудиторського звіту, Державний прокурор м. Цюрих припинив розслідування за відсутністю події злочину і відмовив у порушенні кримінальної справи за підозрою у відмиванні грошей.
- 17 серпня 2010 року — Окружний суд Князівства р Ліхтенштейн припинив дослідчу перевірку за підозрою Маргулана Сейсембаєва в зловживанні службовим становищем, а також за підозрою у відмиванні грошей за відсутністю події злочину.
- 26 жовтня 2010 — Маргулан Сейсембаєв добровільно повертається в Казахстан для сприяння слідству і участі в слідчих заходах[18].
- З серпня 2013 року — керуючий партнер хедж фонду Asadel Capital SPC.Фонд займається торгівлею на міжнародних біржах (NYSE, NSDAQ, CBOE, LSE і ін.)[19][20].
- З жовтня 2015 року — Керуючий партнер Asadel Partners Private Equity Fund (PEF) Kazakhstan / Ukraine[21].
- З лютого 2016 року — Ініціатор і керівник команди Nomad Explorer[22][23][24].
- З квітня 2016 року — голова опікунської ради фонду «Алмали Жумак»[25]
- З лютого 2017 року — Керуючий партнер та голова інвестиційного комітету венчурного фонду Asadel Venture Fund[26][27].
- З березня 2017 року — член опікунської ради університету AlmaU. Акціонер[28].
- З квітня 2017 року — голова опікунської ради фонду «Ақ бөкен»[29][30].
- У 2018 році він знову залишив Казахстан у зв'язку з викликом на допит у зв'язку з угодами з "Вимпелкомом" і МТС, укладеними понад 10 років тому.[31]
- У 2020 році Маргулан Сейсембаєв увійшов до штабу реформ Михайла Саакашвілі в Україні.[32]

Засновник Некомерційного благодійного фонду «Seimar Social Fund». Засновник і меценат приватної англійської школи в Казахстані «Heileyberry School Almaty». Спонсор Казахстанського підприємницького, соціально-відповідального університету світового рівня «Алмати Менеджмент Університет» «AlmaU». Член Клубу Меценатів Казахстану. Клуб Меценатів заснував незалежну премію «Тарлан» для видатних діячів літератури, мистецтва і науки Казахстану, вручалася в семи категоріях з 2000 по 2007 рік.

## Родина
Дружина: Сейсембаєва Саулі Каїрбаєвна (26.01.1972 р.).

## Особисте життя
Діти: дочки — Зері (19.08.1992), Дамелі (23.11.2008) і Альміра (23.11.2008).

## Інші згадки в ЗМІ
- Маргулан Сейсембаєв: «Моя шкура на кону» [Архівовано 2 жовтня 2019 у Wayback Machine.]
- Інтерв'ю програмі Qazaq news. Тиждень з Асылбеком Абдуловим, телеканал Тан. 31 травня 2015.
- inform БЮРО Маргулан Сейсембаєв: "Пастерельоз ні при чому. «Причина загибелі сайги — гептил» [Архівовано 9 жовтня 2020 у Wayback Machine.]
- Exclusive «Танці на кістках»
- Експерт Казахстан «Смерть без причини» [Архівовано 2 грудня 2016 у Wayback Machine.]
- Сейсембаєв Маргулан Калієвич у соцмережі «Facebook»
- Маргулан Сейсембай про Украину / HUG'S на YouTube
- Маргулан Сейсембаев: бизнес, кайдзен планирование, идеология в Украине / Бегущий Подкаст на YouTube